# Stich und Schnitt
Stich und Schnitt  sind grafische Druckverfahren in der abbildenden Kunst wie auch dem Buchdruck. 
Beide Wörter bezeichnen auch das produzierte Werk, den Druck.
Schnitte werden mit Messern ziehend geschnitten, oder mit Kerbmessern oder Stecheisen schiebend gestochen, die feineren Bearbeitungswerkzeuge für die Erzeugung der Stiche heißen Grabstichel, wenn schiebend gearbeitet wird. Bei allen diesen Arbeitsweisen werden Späne abgehoben (Material entfernt), bei ziehender, nichtspanender Arbeitsweise spricht man von Nadel. Daneben gibt es auch Schabtechniken und prägende Techniken (Gaufrieren, Punzieren), die keine Stiche und Schnitte im eigentlichen Sinne sind. In der künstlerischen Druckgrafik finden sich viele Übergangsformen, wie auch zahlreiche Drucke unter gemischter Anwendung mehrerer Methoden.

## Übersicht
Stiche und Schnitte werden hauptsächlich nach dem Material benannt, mit dem gearbeitet wird, seltener nach anderen Kriterien. Heute finden aber auch andere moderne Materialien für diese Techniken Verwendung:
- Hochdruckverfahren:
  - Holzstich, bei dem im Hirnholz gearbeitet wird.
  - Holzschnitt, bei dem längs zur Faser gearbeitet wird, als Schwarzlinienschnitt, Weißlinienschnitt oder Camaieu-Schnitt mit mehreren Druckplatten
  - Blockdruck (Holztafeldruck), Frühform des Holzschnitts
  - Linolschnitt, die Arbeit in Linoleum
  - Steinschnitt in verschiedenen Natursteinen
  - Schrotschnitt, in punktierender Arbeitsweise
- Tiefdruckverfahren:
  - Radierung in der Graviertechnik (Kaltnadel), in Kupfer, Zink, Messing oder als Steinradierung
  - Metallstiche: Kupferstich, Stahlstich
  - Punktstich, in punktierender Arbeitsweise
  - Punzenstich, in prägender Arbeitsweise

Während beim Hochdruckverfahren die Erhebungen die Druckfarbe aufnehmen, die auf den Bedruckstoff (meist Papier) durch Aufpressen übertragen wird, übernehmen bei den Tiefdruckverfahren die Vertiefungen diese Funktion.

## Geschichte
Geschichtlich am ältesten ist der Blockdruck, der aus dem China des 6. Jahrhunderts stammt und zum Buchdruck, für Illustrationen wie auch – nach westlicher Vorstellung – künstlerischen Grafiken genutzt wurde. Nach Europa gelangt er im 14. Jahrhundert. Der Kupferstich tritt etwa im Jahre 1430 zum ersten Mal in Erscheinung. Gegen Ende des 18. Jahrhunderts wurde der Bedarf nach Druckerzeugnissen zu groß für die relativ aufwändige und teure Kupferstichtechnik. Daher wurde von Thomas Bewick aus dem Holzschnitt der Holzstich entwickelt. 1820 schließlich entwickelte Charles Heath den Stahlstich, der detailliertere Abbildungen ermöglicht und noch heute beispielsweise bei der Herstellung von Briefmarken und Banknoten verwendet wird. In der Kunst werden alle Stich- und Schnittverfahren noch heute eingesetzt.